# Erico el Elocuente
Erico el Elocuente (Latín: Ericus Desertus) fue un guerrero vikingo de Noruega que Saxo Grammaticus presenta en su obra Gesta Danorum (Libro 5) como hijo de Regnerus (Ragnar), y ambos estaban al servicio de un rey noruego llamado Gøtarus (Götar), todos ellos totalmente desconocidos y ausentes en las sagas nórdicas. Erik parece ser el mismo personaje que menciona Snorri Sturluson en su Skáldskaparmál, uno de los Ylfings. Al margen de esta cita, no hay más registros que aclaren mucho más sobre él, su familia o su reino de origen.
Saxo menciona una larga lista de proezas protagonizadas por Erik, quien llegó a ser consejero de Fróði, hijo de Fridleif, rey de Dinamarca. Las incursiones vikingas de Erik a favor de Fróði siempre fueron bien por la versatilidad de palabra que tenía Erik. Finalmente, Erik casó con la hermana de Fróði, llamada Gunvara y un hermanastro mayor de Erik llamado Rollerus (Roller), llegó a ser un rey de Noruega.
Saxo cita al rey de los suiones llamado Alricus (nórdico antiguo: Alrekr). Posiblemente se trata del mismo rey Alrek que aparece en la saga Ynglinga, Ynglingatal, Historia Norwegiæ e Íslendingabók.
Alricus estaba en guerra contra Gestiblindus, rey de los gautas y Gestiblindus buscó la ayuda de Fróði.
Erik y otro vikingo llamado Skalk de Skåne fueron a la guerra y mataron al hijo de Alrek, Gunthiovus (nórdico antiguo: Gunnþjófr) caudillo de Vermelandia y Solør. Entonces se celebró una reunión secreta entre Alrik y Erik, donde Alrik intentó doblegar a Erik a favor de su causa. Cuando se rompieron las negociaciones, Alrek pidió sustituir la guerra por un combate simple entre él y Gestiblindus. Erik se negó ya que Gestiblindus estaba de baja forma y además era un hombre de edad avanzada, por lo que hizo otra propuesta: enfrentarse él mismo a Alrek. La lucha siguió a las palabras, Alrek murió y Erik quedó muy malherido y la falsa noticia sobre su fallecimiento llegó al rey Fróði. Contra pronóstico, Erik se recuperó y regresó más tarde a la corte de Fróði como caudillo de Sueonia, Vermelandia, Helsingia y Soleyar. Un satisfecho Fróði le cedió entonces otras tierras para que Erik las gobernase en su nombre: Laponia, Finlandia y Estonia, territorios sometidos a tributos anuales.
Saxo menciona que Erik fue el primer sueco llamado así y que a partir de entonces, Erik se convirtió en un nombre común entre los reyes suecos. También explica que Erik ayudó a Arngrim; una cita que coincide con hechos de la saga Hervarar, cuando los hijos de Arngrim se encuentran con el sucesor de Erik, el rey Yngvi.
Al principio del libro 6, Saxo cita que Erik murió de una enfermedad y le sucedió en el trono “Haldanus” (Halfdan).

## SkáldskaparmályHálfs saga ok Hálfsrekka
Erik fraekni Skjoldsson (n. 544) o Eirík el Elocuente (nórdico antiguo: Eiríkr inn málspaki), según la saga Hálfs saga ok Hálfsrekka, fue un caudillo vikingo de Noruega, rey de Hordaland, padre del rey Alrek de Hordaland y abuelo del legendario rey Vikar.
En Skáldskaparmál, Snorri Sturluson menciona a Eirík como cabeza del clan familiar de los Ylfings y descendiente de la dinastía Ödling:
[...] þriði Auði, er Öðlingar eru frá komnir, [...] Af Niflunga ætt var Gjúki, af Öðlinga ætt var Kjárr, af Ylfinga ætt var Eiríkr inn málspaki.